# Asereish
Asereish (en francès Azereix) és un municipi francès situat al departament dels Alts Pirineus i a la regió d'Occitània. Està situat a la Bigorra i limita a l'oest amb Tarba, al nord-oest amb Julhan, al sud amb Ibòs i al nord amb Aussun.

## Demografia
| 1962                                       | 1968 | 1975 | 1982 | 1990 | 1999 | 2007 |
| ------------------------------------------ | ---- | ---- | ---- | ---- | ---- | ---- |
| 535                                        | 570  | 672  | 783  | 911  | 906  | 977  |
| Des de 1962: població sense dobles comptes |      |      |      |      |      |      |

## Administració
| Període   | Identitat     | Partit |
| --------- | ------------- | ------ |
| 1965-1977 | Joseph Bayle  |        |
| 1977-     | Michel Ricaud |        |